# Salpeterigzuur
Salpeterigzuur of waterstofnitriet (HNO2) is een zwak anorganisch zuur dat onstabiel is en uitsluitend in een waterige oplossing kan bestaan.

## Eigenschappen en reacties
Salpeterigzuur kan worden gezien als het reactieproduct van het zuurvormende oxide distikstoftrioxide en water. Het wordt gevormd uit de disproportionering van stikstofdioxide in water:
{\displaystyle {\ce {2NO2 + H2O -> HNO2 + HNO3}}}
Salpeterigzuur vormt de basis voor de zouten en esters die nitrieten worden genoemd. Waterstofnitriet wordt in situ bereid uit reactie van natriumnitriet en zoutzuur. Bij deze bereiding (die bij 0°C of lager verloopt) is een blauwe kleur te zien, die toe te schrijven is aan distikstoftrioxide. Bij verwarming ontstaat bruin gekleurd stikstofdioxidegas. Het instabiele zuur ontleedt volgens de reacties:
{\displaystyle {\ce {2HNO2 -> N2O3 + H2O}}}
en
{\displaystyle {\ce {N2O3 -> NO + NO2}}}
De zouten ervan worden gevormd door stikstofmonoxide te leiden door een geconcentreerde oplossing van een alkalihydroxide:
{\displaystyle {\ce {4NO + 2OH- -> N2O + 2NO2- + H2O}}}
De verhitting van een waterige oplossing van salpeterigzuur leidt tot disproportionering tot salpeterzuur en stikstofmonoxide:
{\displaystyle {\ce {3HNO2 -> HNO3 + 2NO + H2O}}}
Aangezien het stikstofatoom in salpeterigzuur oxidatiegetal +III bezit, kan het door sterke oxidatoren (zoals kaliumpermanganaat in zwavelzuur) geoxideerd worden:
{\displaystyle {\ce {2MnO4- + 5NO2- + 6H+ -> 2Mn^2+ + 5NO3- + 3H2O}}}

## Toepassingen
Anorganische nitrieten worden gebruikt als antioxidanten, bijvoorbeeld in witte wijn. Deze hebben de E-nummers E249 (kaliumnitriet) en E250 (natriumnitriet).
Enkele vaatverwijdende geneesmiddelen zijn nitriet-esters. Binnen deze klasse zijn voornamelijk de alkylnitrieten van belang.